# 彼得·帕拉
彼得·帕拉（捷克語：Petr Pála，1975年10月2日—），生于布拉格，捷克男子网球运动员，1993年成为职业球手。他曾在2001年法国网球公开赛搭档帕維爾·維兹納爾获得男子双打亚军。